# 대한민국 형사소송법 제389조의2
대한민국 형사소송법 제389조의2는 피고인의 소환 여부에 대한 형사소송법의 조문이다.

## 조문
제389조의2(피고인의 소환 여부)상고심의 공판기일에는 피고인의 소환을 요하지 아니한다.[본조신설 1995.12.29.]

第389條의2(被告人의 召喚 여부)上告審의 公判期日에는 被告人의 召喚을 요하지 아니한다.

[本條新設 1995.12.29.]

## 참고 문헌
- 손동권 신이철, 새로운 형사소송법(초판, 2013), 세창, 2013. ISBN 9788984114081